# Сержи (Валь-д’Уаз)
Сержи (фр. Cergy) — муниципалитет во Франции, в регионе Иль-де-Франс, административный центр департамента Валь-д'Уаз.
Население — 56 873 человека (2006). Муниципалитет расположен на расстоянии около 29 км северо-западнее Парижа.

## Демография
Динамика населения (Cassini и INSEE):

## Культура
В городе снимался фильм «И… как Икар» (1979 год).